# Peștera Bilstein
Peștera Bilstein este o peșteră care face parte din sistemul carstic de grote din Parcul Arnsberger Wald (482 km²) din  Regierungsbezirk Arnsberg, Nordrhein-Westfalen (Germania).
Peștera care poate fi vizitată este în legătură cu alte peșteri din sistemul cartic al regiunii.

## Geografie
Peștera Bilstein este situat în pădurea „Warsteiner Wald” la sud de Warstein, Sauerland din regiunea Westfalen. In regiunea împădurită în care se află peștera se indică folosirea șoselei  L 735 care leagă centrul lui Warstein  cu localitatea Hirschberg, peștera poate fi ușor găsită pe versantul de est a pârâului „Bilsteinbach”.

## Peștera
Peștera se află în vestul șeii înălțimii „Warsteiner Sattel”, care este alcătuit din calcare de vârstă devoniană care se întinde de la peșteră spre est ca. 8 km, până la Kallenhardt (Rüthen). Peștera are o lungime de 2000 de m cu o lățime de 50 de m, din care pentru vizitatori este deschisă 400 de m.
Peștera prezintă și o importanță paleontologică, aici găsindu-se diferite fosile ca schelete de Ursus spelaeus, ursul, leul și hiena peșterilor ca și de reni. Sau găsit și urme ale culturii neolitice, din epoca bronzului și fierului.

## Istoric
Peștera a fost descoperită în septembrie 1887 de muncitorul de pădure Franz Kersting. Deschiderea peșterii pentru vizitare a fost hotărârea geologului Emil Carthaus care a cercetat peștera.
Numărul anual al vizitatorilor atinge cifra de 100 000 de persoane, în apropiere este un muzeu mic de speologie,  In anul 1920 peștera va iluminată electric iar fosta fabrică de gaz a fost transformată în cămin pentru tineret (Jugendherberge) cu terenuri de sport ca și locuri de agrement.